# Frank Estévez Guerra
Frank Estévez Guerra Gáldar (Gran Canaria) el 18 de octubre de 1963- mayo de 2014 fue un escritor y poeta canario.

## Biografía
Hasta los doce años vivió en su localidad natal, posteriormente se trasladó a Las Palmas de Gran Canaria y a los cuarenta años se ubicó en Madrid debido a que un centro educativo había requerido de sus servicios para impartir docencia de Lengua castellana y Literatura en Secundaria ("El Porvenir").
Licenciado en Filología Hispánica. Estudios de Mediación Intercultural y Teología. Profesor de Secundaria, de Español para Extranjeros (comunidad china de Madrid) y en Institutos Bíblicos.
Se inició en la literatura a los 23 años, centrándose en la poesía y el ensayo, sin olvidar su faceta de autor de artículos de reflexión. Colaboró con numerosas publicaciones periódicas de Europa, Estados Unidos y América Latina, principalmente.
Su obra sido traducida al inglés, francés, italiano, portugués, sueco, croata, japonés y árabe.
Su primer libro fue escrito en 1985 y premiado con un Accésit en 1986 (IV Certamen de Poesía Canaria).
Falleció en mayo de 2014.

## Obra poética

### Propia
- Como del mar, las olas (Centro de la Cultura Popular Canaria y Cabildo Insular. Tenerife, 1992).
- Alas para no volar (Parlamento de Canarias. Las Palmas, 1997).
- Pretéritas sombras (Para las veladas de Monsieur Teste. Las Palmas, 1998).
- Del barco del recuerdo (Ágape, N.º 1. Las Palmas, 1998).
- Convidado a vivir (Editorial Andamio. Barcelona, 1998).
- Vino nuevo en odres tiernos (Editorial Andamio. Barcelona, 1999).
- Ayer que fuimos (Ediciones La Palma. Madrid, 1999).
- En el espejo de la memoria (Colección San Borondón. Museo Canario. Madrid, 2000).
- Peregrino hacia el Jordán (Colección Parousía. Las Palmas, 2001).
- Décimas teocéntricas (Editorial Andamio. Barcelona, 2002).
- Atravesando el Jordán (Ediciones Noufront, Barcelona, 2009).

### Antologías
- Última Generación del Milenio. Poesía canaria, 1998. (M.I. Ayuntamiento de Telde y Casa-Museo Tomás Morales. Las Palmas, 1998).
- Poesía española actual (Puerto Norte y Sur, Míchigan, USA, 2000).
- Los transeúntes de los ecos. Antología de la poesía contemporánea en Canarias (Editorial Arte y Literatura. La Habana, Cuba, 2001).
- Literatura Canaria II. Desarrollo del Currículo. Bachillerato. Consejería de Educación, Cultura y - Deportes del Gobierno de Canarias. Tenerife, 2003. (p. 233).
- La enciclopedia de la Literatura canaria. Centro de la Cultura Popular Canaria, Tenerife, 2007. (p. 384).

## Ensayo
- Apuntes para una biobibliografía de José María Millares Sall. En Actas del VI Congreso de Jóvenes Hispanistas organizado por la Universidad de Las Palmas de Gran Canaria entre el 25 y 27 de marzo de 1998 y en La Plazuela de las Letras, revista de Literatura, números 15 (octubre, 1998; pp. 46-50) y 16 (diciembre, 1999; pp. 50-57), Cabildo Insular de Gran Canaria, Las Palmas.
- Apuntes para una introducción al teatro en Canarias. Cuadernos de la Ínsula Barataria, revista de Literatura, número 4, (marzo-abril, 2002, Las Palmas de Gran Canaria; pp. 4-8).
- Bosquejo de la Literatura en Canarias. Periódico La Provincia, páginas de Cultura; sábados, 3 junio-2 de septiembre de 2000 (15 entregas).
- 25 aniversario-traducciones de Los círculos del infierno de Justo Jorge Padrón (Las Palmas, 2001) Colección Ágape. Universidad de Las Palmas de Gran Canaria y otros.
- Estudio cronológico de la poesía en Canarias. Aguayro, revista, Las Palmas de Gran Canaria, números 229 (pp. 24-25) y 230 (pp. 40-41) de 2002, y 231 (pp. 40-41) de 2003.
- Antología de la poesía canaria. Editorial Noceda. (Lima, 2002). Perú.
- La Historia de la Literatura brasileña, de Carlos Nejar. Casa de Brasil. (Madrid, 2008). España.
- Antología de la poesía canaria del siglo XX. Cultura de Veracruz. (Xalapa, 2008). México.

## Otros trabajos
Escribió también reseñas y artículos periodísticos de carácter histórico, filosófico, lingüístico y literario en páginas culturales de la prensa internacional, nacional y regional, así como en revistas literarias especializadas: Diario de Las Palmas, La Provincia, El Día, Aguayro, Anarda, La Plazuela de las Letras, La Página y Cuadernos del Ateneo, (Islas Canarias), Diario Co-latino (El Salvador), Barataria y El Liberal (Argentina), Noceda Editores (Perú), Cultura de Veracruz (Xalapa, México), Letralia (Venezuela), ABC Digital (Paraguay), Espacio Latino (Uruguay), Puerto Norte y Sur -Míchigan- y Alaluz -California- (USA), Zeta y Edizioni Le Nuove Muse (Italia), Lands and Sea Winds (Kyoto, Japón), Matemáticas y Poesía, Canaratlántico y Protestante Digital (España), etc.

## Premios
- 1986: Accésit Certamen de Poesía Canaria por Como del mar, las olas.
- 1998: Premio de Poesía Editorial Andamio por Convidado a vivir.
- 1999: Premio de Poesía Editorial Andamio por Vino nuevo en odres tiernos.
- 1999: Finalista del Premio Esperanza Spínola por Ayer que fuimos.
- 2000: Premio de Poesía Editorial Andamio por Décimas teocéntricas.